# Giăm bông Serrano
Giăm bông Serrano (jamón serrano, tiếng Tây Ban Nha: [xaˈmon seˈrano]; nghĩa đen giăm bông từ miền núi) là một loại thịt đùi heo Tây Ban Nha được phơi khô. Nó thường được phục vụ bằng những lát mỏng.
Phần lớn Giăm bông Serrano được làm từ các giống heo trắng địa phương. Không nên nhầm lẫn với thịt đùi jamón ibérico đắt tiền hơn nhiều.

## Nguồn gốc

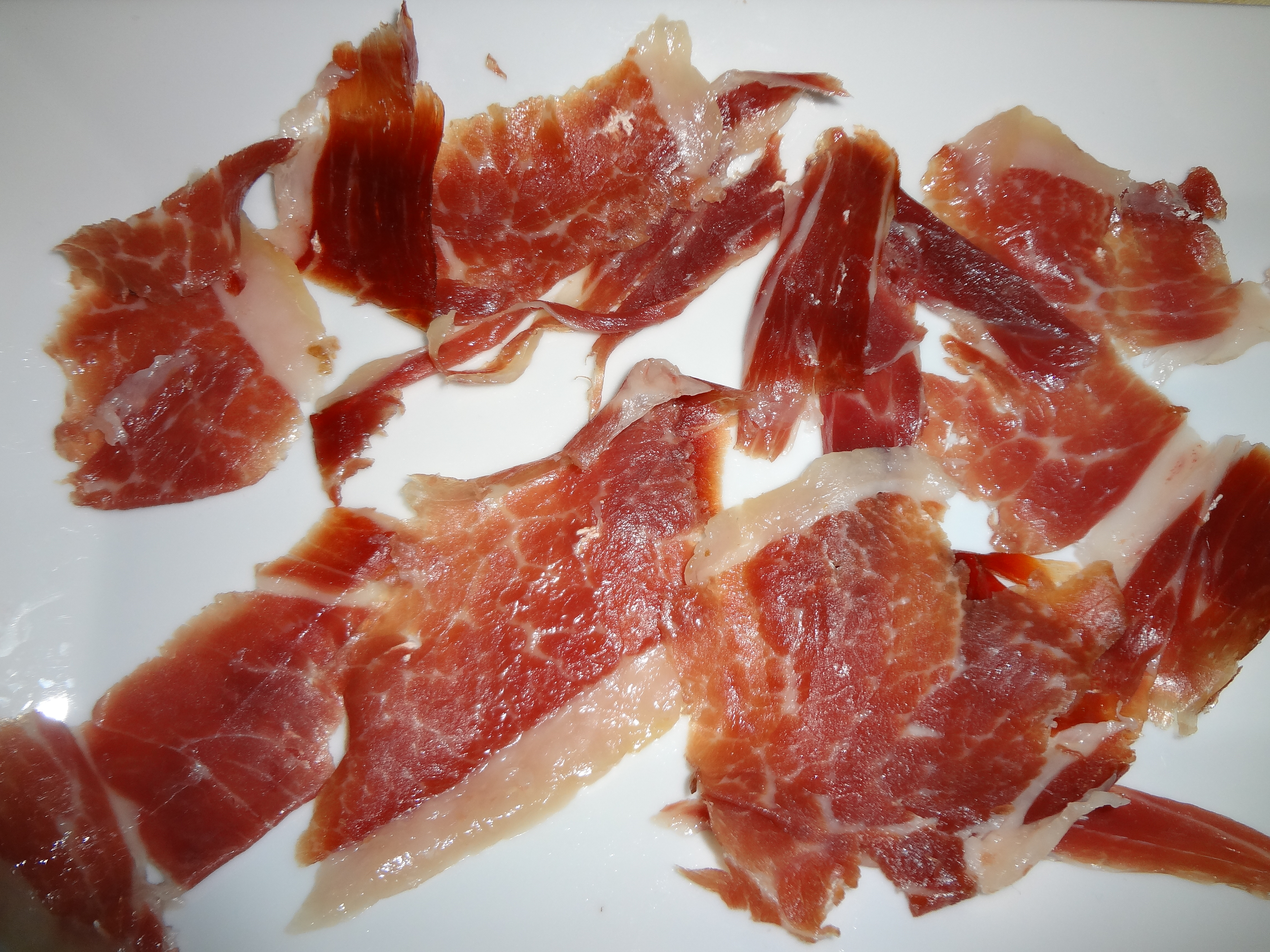
Một đĩa Jamón serrano ở Madrid

## Tham khảo

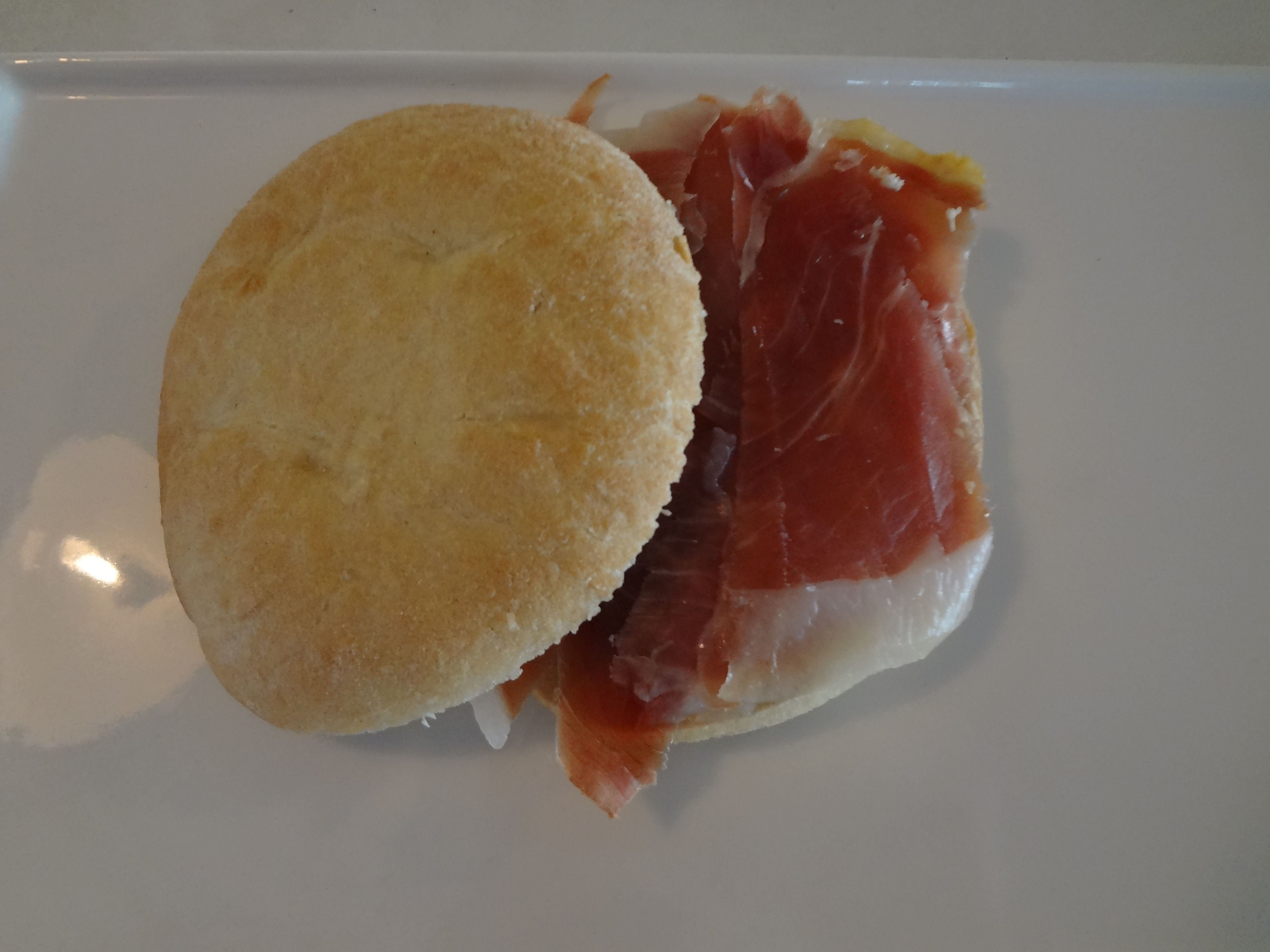
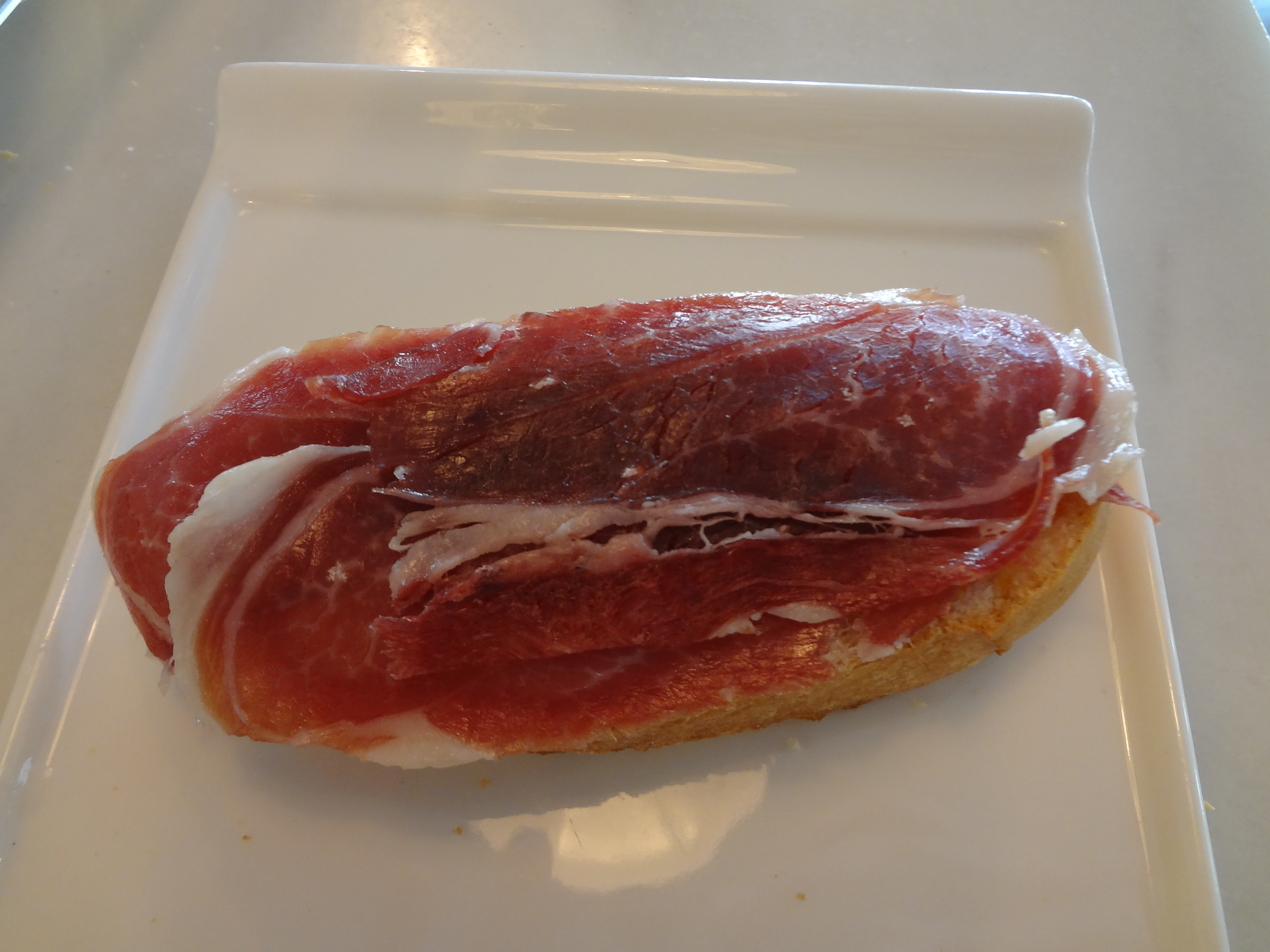